# Parco nazionale della Cuyahoga Valley
Il parco nazionale della Cuyahoga Valley (in inglese: Cuyahoga Valley National Park) è un parco nazionale situato in Ohio, negli Stati Uniti d'America.